# Hepadnaviridae
Hepadnaviridae es una familia de virus que causan infecciones en hígado de humanos y de animales. Los hepadnavirus tienen un genoma muy corto de ADN parcialmente de doble hélice y parcialmente de hélice simple, circular. Como su replicación involucra un ARN intermedio, se incluyen en el Grupo VII de la Clasificación de Baltimore. Comprende dos géneros:
- Género Orthohepadnavirus; especie tipo: Virus de la hepatitis B.
- Género Avihepadnavirus; especie tipo: Virus de la hepatitis B del pato.

## Genoma
El genoma hepadnaviral es circular y mide aproximadamente 3.2 kb. Consiste en dos segmentos desiguales de ADN, una es en orientación de sentido negativo y la otra, más corta, es de sentido positivo. Codifica tres marcos abiertos de lectura (ORF) y el virus tiene cuatro genes conocidos que codifican la proteína del núcleo, la polimerasa del virus, los antígenos de superficie (preS1, preS2 y S) y la proteína X. Se piensa que la proteína X es no estructural, aunque su función y significancia no es totalmente comprendida.

## Replicación
Los hepadnavirus tienen un modo de replicación muy peculiar; se replican a través de un ARN intermediario (que ellos transcriben de vuelta en ADN usando transcriptasa inversa). Esta  transcriptasa inversa se une covalentemente a un cebador corto de 3 o 4 nucleótidos. Muchos hepadnavirus solo se replican en hospederos específicos, por lo que los experimentos in vitro se hacen con mucha dificultad. 
El virus se une a receptores específicos de la célula y la partícula entra en el citoplasma.  Esta luego es trasladada al núcleo donde el ADN parcialmente de doble hélice es "reparado" por la célula para formar un círculo completo de ADN. Entonces se somete a la transcripción por la polimerasa de la célula hospedante y lo transcripto es trasladado a los ribosomas de la célula hospedante. Se forman nuevas partículas de virus con lípidos adquirido del retículo endoplasmático de la célula hospedante y el genoma es empaquetado en esas partículas que luego salen de la célula.
Las células infectadas por hepadnavirus traducen la proteína denominada antígeno de superficie del virus muchas veces hasta que hay demasiada proteína para cubrir los viriones formados de estas proteínas. A continuación, estas proteínas se agregan para formar barras; las cuales constituyen el "antígeno de superficie de la hepatitis B" o "antígeno australiano" que es liberado de la célula y que genera una fuerte respuesta inmune del hospedante. Se sabe que  muchos pacientes que entran en contacto con el virus son capaces de eliminar la infección solos, aunque algunos no lo son y  comienza una hepatits fulminante que causa severos daños al hígado y que, en poquísimos casos, origina un carcinoma hepatocelular primario.

## Clasificación
Los hepadnavirus consisten en dos géneros. El género Orthohepadnavirus contiene virus de mamíferos y el género Avihepadnavirus cotiene virus de aves. Los virus de mamíferos incluyen el virus de la hepatitis B de humanos (HBV, por sus siglas en inglés), virus de hepatitis de marmota (WHV), virus de hepatitis de ardilla terrestre (GSHV) y virus de primates como gorilas y chimpancés. Los virus aviarios incluyen virus de hepatitis B de pato (DHBV), virus de hepatitis B de garza (HHBV), virus de hepatitis B de cigüeña (SHBV), entre otros. 
Como su nombre lo indica, todos los hepadnavirus son hepatotróficos, infectando células del hígado, y todos causan hepatitis en su huésped. 

## Tratamiento
El tratamiento para la hepatitis B incluye la toma de interferón alfa; tratamiento muy caro que dura de 12 a 15 semanas y que hace sentirse al paciente muy mal. El tratamiento con interferón ayuda a iniciar la respuesta inmune de las células hospedantes, y así eliminar la infección; no es la droga la que actúa contra el virus. 
Hay inhibidores de transcriptasa inversa disponibles como tratamiento, las cuales tienen como blanco la estrategia de replicación del virus. Los más utilizados son tenofovir (inhibidor transcriptasa inversa análogo de nucleótidos o ITIN) y entecavir (inhibidor transcriptasa inversa no análogo de nucleótidos o ITNN).
La infección de la hepatitis B puede prevenirse con una vacuna antígeno de superficie de hepatitis B recombinante.